# Margnat (equipo ciclista)
Margnat fue un equipo ciclista francés, de ciclismo en ruta que compitió entre 1958 y 1965.

## Principales resultados
- Volta a Cataluña: Joseph Novales (1963)
- Subida al Naranco: Federico Martín Bahamontes (1964)
- Tour del Sudeste: Federico Martín Bahamontes (1965)

### En las grandes vueltas
- Giro de Italia
  - 0 participaciones

- Tour de Francia
  - 4 participaciones (1962, 1963, 1964, 1965)
  - 7 victorias de etapa:
    - 1 en 1962: Federico Martín Bahamontes
    - 2 en 1963: André Darrigade, Federico Martín Bahamontes
    - 4 en 1964: André Darrigade (2), Federico Martín Bahamontes (2)

  - 0 clasificación finales:
  - 3 clasificaciones secundarias:
    - Gran Premio de la montaña: Federico Bahamontes (1962, 1963, 1964)

- Vuelta a España
  - 2 participaciones (1960, 1965)
  - 2 victorias de etapa:
    - 2 en 1965: Rudi Altig, José Martín Colmenarejo

  - 0 clasificación finales:
  - 0 clasificaciones secundarias: